# Cetaganda
Cetaganda – powieść fantastycznonaukowa amerykańskiej pisarki Lois McMaster Bujold, część Sagi Vorkosiganów.

## Fabuła
Miles Vorkosigan i Ivan Vorpatril przybywają na Eta Ceta IV – centralną planetę Imperium Cetaganda, siedzibę Cesarza Cetagandy i stolicy Imperium. Vorkosigan i Vorpatril są oficjalnymi przedstawicielami dyplomatycznymi Imperium Barrayar na uroczystościach pogrzebowych cesarzowej.
Vorkosigan i Vorpatril, a pośrednio Imperium Barrayar, zostają wplątani w skomplikowaną intrygę na szczytach władzy Imperium Cetaganda. Miles Vorkosigan przystępuje do jej rozwikłania.